# Lõuka
Lõuka – wieś w Estonii, w prowincji Parnawa, w gminie Tõstamaa.